# Août 2004

## Actualités du mois

### Dimanche1eraoût 2004
- Organisation mondiale du commerce (OMC), Genève, Suisse : conclusion d’un accord entre les 147 membres de l’OMC. Ceux-ci acceptent de reprendre les négociations sur une date définitive de suppression des aides publiques aux exportations agricoles.
- Pologne : commémoration du début de l’insurrection de Varsovie (1er août-2 octobre 1944) pour la souveraineté du pays, qui avait été réprimée dans le sang, de 200 000 Polonais par les nazis. Pour la première fois, un chancelier allemand, Gerhard Schröder, participe aux cérémonies, ainsi que Colin Powell, secrétaire d’État des États-Unis et John Prescott vice-Premier ministre du Royaume-Uni.
- Irak : des attentats visent la minorité chrétienne d’Irak à l’heure des vêpres. Des explosions se produisent simultanément à Mossoul, Kirkouk et Bagdad, touchant des églises, un séminaire et la demeure d’une famille chrétienne. On dénombre une dizaine de morts et de nombreux blessés.

### Lundi 2 août 2004
- Belgique, bande dessinée : mort de l’auteur de bandes dessinées belge François Craenhals (les 4 As).
- Canada, Québec : à Saguenay, les employés du magasin Walmart sont les premiers de cette chaîne à être syndiqués en Amérique du Nord. Une première tentative d’accréditation syndicale a été rejetée par vote, en avril dernier.
- États-Unis : le niveau d’alerte de menace terroriste a été élevé, provoquant des resserrements de sécurité partout dans le pays.
- France, photographie : mort à l’âge de 95 ans du photographe Henri Cartier-Bresson à Montjustin (Alpes-de-Haute-Provence). Ancien résistant, il était le cofondateur de l’agence Magnum.
- Soudan : dans des propos rapportés dans le quotidien soudanais Al-Anbaa, le porte-parole de l’armée soudanaise déclare que la résolution 1556 du Conseil de sécurité de l’ONU sur la crise du Darfour est une « déclaration de guerre » au peuple du Soudan.

### Mardi 3 août 2004
- États-Unis : la sonde Messenger est lancée en direction de Mercure.

### Mercredi 4 août 2004
- Botswana : les Bochimans du Kalahari, menacés d’expropriation par le gouvernement du Botswana dénoncent des pressions de la De Beers convoitant le diamant que recèle le sous-sol de cette terre ingrate où les refoulèrent autrefois les Bantous.
- France : Jean-Charles Marchiani, ancien bras droit de Charles Pasqua et ancien préfet du Var, est mis en examen et écroué pour « recel d’abus de biens sociaux et trafic d’influence ». Selon le Nouvel Observateur, M. Marchiani aurait déjà été placé en détention préventive, du 13 décembre 1984 au 5 mars 1985, dans le cadre d’un dossier classé par le parquet de Paris, le 9 juin 1988, « en raison de la prescription de l’action publique ».
- Belgique, Ath : deuil national à l’occasion des funérailles des policiers et pompiers morts lors de l’explosion d’un gazoduc à Ghislenghien, le vendredi 30 juillet 2004.
- France, grossesse et alcool : le parquet de Lille accepte de lancer une enquête préliminaire à la demande d’une association. Cette association représente des mères de famille dont les enfants sont nés victimes d'une exposition prénatale à l'alcool. Le parquet va consulter les professionnels de la production et de la vente de boissons alcoolisés, ainsi que des représentants du personnel médical. Il est à rappeler que, pendant une grossesse, la future mère doit faire attention aux médicaments et aux aliments qu’elle prend, et doit arrêter de fumer.
- Gibraltar : la cité célèbre le tricentenaire de sa conquête par le Royaume-Uni. L’Espagne qui revendique Gibraltar, s’offusque de la célébration par l’intermédiaire de son ministre des Affaires étrangères, Miguel Ángel Moratinos : « Il est très étrange que l’on commémore dans l’Union européenne, en plein XXIe siècle, l’occupation militaire d’une partie d’un État membre par un autre. » Les habitants, « colonisés » d’après le gouvernement espagnol, avaient voté contre une co-souveraineté hispano-britannique lors d’un référendum en juin 2002.
- Mauritanie, Nouakchott : la capitale mauritanienne est envahie dans l’après-midi par un nuage de criquets pèlerins, qui commencent à dévorer les plantes, arbres fruitiers et parcs de la ville. Le 19 juillet précédent, le gouvernement de la Mauritanie avait fait appel à l’aide internationale ; et fin juillet, les neuf pays menacés (Algérie, Maroc, Tunisie, Libye, Sénégal, Mali, Mauritanie, Niger et Tchad) coordonnent leur lutte contre cette invasion. Depuis plusieurs semaines alors, ces pays d’Afrique subissent les ravages de ces insectes.

### Jeudi 5 août 2004
- France, grossesse et alcool : la médiatisation de l’enquête préliminaire ouverte par le parquet de Lille a rapidement eu des effets politiques nationaux. Un amendement qui obligeait les producteurs d’alcool à indiquer sur leurs étiquettes le danger pour les femmes enceintes d’une consommation excessive et que le gouvernement français refusait depuis des mois, devient soudainement une mesure qui va être rapidement mise en place d’après les paroles du Premier ministre Jean-Pierre Raffarin et du ministre de la Santé Philippe Douste-Blazy. Les syndicats de médecins des différentes spécialités concernées ont annoncé qu’ils surveilleront que toutes les boissons alcoolisées (vin compris) seraient concernées par cette obligation d’affichage.
La perspective de cette mesure est contestée dans les rangs même du parti gouvernemental, en premier lieu par Philippe Martin, député de la Marne, maire de Cumières, président de l’association nationale des élus du vin, selon lequel la mise en garde des femmes enceintes est le rôle du médecin et non du législateur, et par d’autres qui rappellent que le Premier ministre se prononçait encore très récemment pour la création d’un Conseil de la modération, à vocation pédagogique, plutôt que pour ce qu’ils considèrent comme le passage en force d’un « message sanitaire qui serait dilué sur les étiquettes ». Certains professionnels du vin parlent quant à eux d'« un effet d’annonce pour se donner bonne conscience ».
- Lescheraines, Savoie : un incendie dans un centre équestre pour adolescents fait 8 morts.
- France, statut d’EDF : le Conseil constitutionnel valide la loi « relative au service public de l’électricité et du gaz et aux entreprises électriques et gazières », à l’exception de son article 47, qui devait permettre notamment à Francis Mer, ancien ministre, d’accéder à la présidence de la société. Le Gouvernement devra faire adopter une loi spécifique pour supprimer la limite d’âge (65 ans) des dirigeants des établissements et des sociétés du secteur public. Voir la décision du Conseil constitutionnel.
- France, Témoins de Jéhovah : dans une lettre ouverte au ton résolument polémique, Jean-Pierre Brard, député communiste de la Seine-Saint-Denis et maire de Montreuil, accuse le docteur Patrick Pelloux, président de l’Association des médecins urgentistes hospitaliers de France (AMUHF), d’être proche des Témoins de Jéhovah, arguant d’une prétendue proximité entre le médecin syndicaliste et un avocat réputé selon lui proche de la secte, et d’une supposée participation à un colloque organisé par une association proche des Témoins de Jéhovah. Le médecin attaqué par le député riposte le lendemain par une plainte en diffamation, et rétorque qu’il pratique vaccinations et transfusions sanguines à longueur d’année, ce qui serait incompatible avec une supposée proximité idéologique avec la secte. Il dément également la participation au colloque, affirmée par le député.

### Vendredi 6 août 2004
- France : Yves Bot, procureur de la République de Paris, a indiqué le 28 juillet précédent aux avocats de Charles Pasqua qu’il refusait de dessaisir le juge d'instruction Philippe Courroye de l’enquête sur une affaire des ventes d'armes à l'Angola.
- Irak : d’importants combats entre les milices chiites et l’armée américaine auraient fait 300 morts.
- Jeux olympiques d'été de 2004, Biélorussie : les membres de l’Union européenne via la présidence néerlandaise, considèrent comme « inappropriée » la présence du général Iouri Sivakov, ministre des Sports de Biélorussie, à Athènes pour les Jeux olympiques. Le gouvernement grec a confirmé qu’il avait refusé l’octroi d’un visa d’entrée sur le territoire de l’Union au ministre.
L’Union européenne reproche à Sivakov la disparition de quatre opposants politiques au président biélorusse Alexandre Loukachenko, alors qu’il était ministre de l’Intérieur en 1999-2000.
Le gouvernement biélorusse parle d'« une provocation de plus ». Le Comité olympique biélorusse a demandé l’intervention du président du Comité international olympique, Jacques Rogge, en argumentant sur l’importance des principes olympiques.
Au 7 août, le CIO a demandé un complément d’information et n’a pas encore rendu de décision.
- La Lituanie devient le 33e État membre de la pharmacopée européenne.

### Samedi 7 août 2004
- Afrique du Sud : le Nouveau Parti national (NNP, ex Parti national, au pouvoir pendant l’apartheid) se prépare à fusionner avec le Congrès national africain (ANC). Le NNP disparaîtra administrativement en septembre 2005. L’ANC contrôle ainsi théoriquement 71 % des députés à l’assemblée législative sud-africaine.
- France, Corse, les Journées internationales de Corte : comme chaque année, à Corte, sur l’île de Corse, les mouvements autonomistes et indépendantistes de plusieurs pays d’Europe occidentale se réunissent. Trente ans auparavant avait lieu le premier rassemblement à Corte, en 1974.
- France, financement du Parti socialiste : l’ancien trésorier puis premier secrétaire du parti, Henri Emmanuelli, député des Landes, mis en examen depuis neuf ans dans le cadre de l'« affaire Destrade », pour « recel de trafic d’influences et d’abus de biens sociaux », bénéficie d’un non-lieu. L’affaire continue toutefois, puisque, dans le même temps, la justice renvoie 21 personnes, dont Jean-Pierre Destrade, ancien député socialiste des Pyrénées-Atlantiques, devant le tribunal correctionnel de Pau.
- Grèce, golfe de Corinthe : le pont entre Rion et Antirion, en Grèce, est terminé par la société française Vinci.
- Suisse : la douzième Street Parade de Zurich accueille 1 million de visiteurs

### Dimanche 8 août 2004
- Europe, football : ce week-end marque la reprise des championnats de football en Allemagne, en Belgique et en France.
- Grèce : inauguration du pont à haubans le plus long du monde, nommé pont Rion-Antirion au-dessus du golfe de Corinthe. Il relie la Grèce du nord-ouest avec la péninsule du Péloponnèse. Son inauguration est inscrite dans la célébration des futurs Jeux olympiques d'été de 2004 à Athènes : ce dimanche, la flamme olympique passe sur le pont, relayée par l’équipe de Grèce de football qui a remporté le championnat d’Europe des nations en juin 2004.

### Lundi 9 août 2004
- Afghanistan : à deux mois des élections planifiées le 9 octobre, l’état-major de l’Eurocorps prend pour les six prochains mois la direction de l’ISAF, la force internationale de sécurité de l’OTAN. Le lieutenant-général canadien Rick Hillier remet au lieutenant-général français Jean-Louis Py le commandement des opérations.
- Japon, nucléaire : un accident dans la centrale nucléaire de Mihama, dans la préfecture de Fukui, à 320 km au nord-ouest de Tokyo, provoque la mort de quatre personnes et fait sept blessés. La cause de l’accident est une fuite de vapeur non radioactive dans un bâtiment où sont situées les turbines du réacteur numéro 3. C’est l’accident intervenu dans une telle installation le plus meurtrier que le Japon ait connu. L’opérateur de la centrale reconnaît un défaut de surveillance de ses installations. La canalisation rompue ne remplissait pas les normes de sécurité.
Insolite : cet accident survient 59 ans jour pour jour après le bombardement de Nagasaki par une bombe atomique, pendant la Seconde Guerre mondiale.
- Tasmanie, Australie : Richard Butler, le gouverneur général de Tasmanie, représentant de la reine Élisabeth II, remet sa démission à cause des critiques liées à ses discours contre le gouvernement fédéral australien et des comportements agressifs en public contre ses collaborateurs ou des personnels de sociétés privées. Son mandat a duré dix mois.
Richard Butler est connu en Australie pour être un partisan de la république et dans le monde pour avoir dirigé la commission spéciale des Nations unies chargée du désarmement en Irak de 1997 à 1999.

### Mardi 10 août 2004
- CIA, États-Unis : le président George W. Bush nomme Porter Goss directeur de l’agence centrale du renseignement (CIA). Gross, ancien agent secret de la CIA, était jusqu’alors député fédéral de Floride (républicain) et président de la commission du renseignement de la Chambre des Représentants.

### Mercredi 11 août 2004
- Clonage humain, Royaume-Uni : pour la première fois en Europe, une autorisation permettant le clonage d’embryons humains est accordée à des fins thérapeutiques. Elle intervient dans le cadre de la recherche sur le diabète pour l’université de Newcastle en Angleterre. Les embryons devront toutefois être détruits après quinze jours.
- Danemark : le ministère danois de l’Alimentation interdit l’importation et la vente de dix-huit nouveaux produits céréaliers pour le petit déjeuner de la marque de corn flakes Kellogg's par principe de précaution. Ils sont jugés survitaminés et donc dangereux pour les organismes d’enfants et du fœtus.
- Irak : après sept jours de combats à Nadjaf, la situation se durcit encore entre les troupes de Moqtada al-Sadr et l’armée américaine. La plupart des habitants du centre-ville semblent avoir fui ce lieu. Six autres villes irakiennes voient d’intenses combats entre les milices chiites et les troupes américaines.
- Royaume-Uni : Une haute cour d’appel britannique autorise l’acceptation de preuves obtenues par la torture, à condition que les actes de tortures aient été commis par un autre État. (source : Amnesty International)

### Jeudi 12 août 2004
- Californie, États-Unis : la Cour suprême de Californie annule les 4 167 mariages entre personnes de même sexe célébrés à San Francisco par le maire Gavin Newsom, entre le 12 février et le 11 mars 2004. Le mariage homosexuel est un point de débat de la campagne pour l’élection présidentielle de novembre prochain.
- Géorgie : des combats entre l’armée et les militants séparatistes de l’Ossétie du Sud-Alanie font quatre morts.
- Grèce : Ouverture à la circulation du pont Rion-Antirion, dominant les flots du haut de ses 163,7 m (pile et pylône), et reliant le Péloponnèse à la Grèce continentale. Il a été construit par le groupe de BTP français Vinci, et dessiné par l’architecte Berdj Mikaëlianet. Il est dimensionné pour résister à des séismes supérieurs à 7 sur l’échelle de Richter, se transformant en gigantesque balançoire en cas de secousse majeure.
- Irak : à Nadjaf, l’armée américaine, qui n’exclut pas de pénétrer dans le tombeau de l’imam Ali, lance une grande offensive contre les miliciens de l’armée du Mahdi.
- Roumanie : le chancelier allemand, Gerhard Schröder se recueille pour la première fois sur la fosse commune dans laquelle son père Fritz Schröder, soldat de la Seconde Guerre mondiale a été enterré avant la naissance de son fils en avril 1944. La tombe a été retrouvée par la sœur du chancelier dans le village de Ceanu Mare en Roumanie.

### Vendredi 13 août 2004
- Burundi à Gatumba dans la soirée : De 150 à 165 personnes sont victimes d’un massacre perpétré dans un camp de transit de réfugiés congolais tutsis à Gatumba, par les rebelles burundais des Forces nationales de libération (FNL) dont le chef Agathon Rwasa revendique très rapidement cette attaque sanglante, perpétrée à la machette, au couteau, à la houe, à la grenade, à l’essence et avec des armes à feu. Toutefois, selon plusieurs sources, des Congolais et des extrémistes rwandais hutus, basés en RDC, ont fait également partie des assaillants, rassemblés dans une « coalition » anti-tutsie.
  - La plupart des victimes sont des femmes et des enfants de la communauté Banyamulenge (Congolais d’ascendance rwandaise) qui avaient fui la République démocratique du Congo. Les réfugiés burundais du camp, de retour d’exil, n’ont pas été visés par cette attaque.
  - La mission de l’ONU au Burundi qualifie cette attaque d'« acte monstrueux » et « insensé ».
- États-Unis : l’ouragan Charley fait seize morts et détruit l’habitation de dix mille Floridiens.
- Grèce, Jeux olympiques d'été de 2004, Athènes : Cérémonie d’ouverture des XXVIIIe olympiades de l’ère moderne, sur leur terre d’origine. 10 500 athlètes de 202 pays, concurrents de 301 épreuves dans 37 disciplines vont être accueillis dans la capitale grecque et quatre autres sites répartis dans le pays. 5 millions de spectateurs sont attendus et 4 milliards de téléspectateurs à travers le monde regarderont au moins une épreuve. L’Agence mondiale antidopage réalisera au moins 3 500 contrôles.
- Irak : à Nadjaf, Moqtada al-Sadr est blessé lors d’un bombardement.

### Samedi 14 août 2004
- France :
  - Plusieurs centaines de militants anti-OGM du Collectif des faucheurs volontaires détruisent deux parcelles de maïs transgénique à Marsat dans le Puy-de-Dôme et à Greneville-en-Beauce, près de Pithiviers dans le Loiret. Ils détruisent respectivement 5 hectares de maïs (500 participants) et 3 hectares de maïs (160 participants). Plusieurs élus participent tandis qu’une contre-manifestation d’agriculteurs pro-OGM est organisée à Marsat.
  - Lourdes, France : début du pèlerinage du pape Jean-Paul II à Lourdes (Pyrénées-Atlantiques), veille du jour de l’Assomption, en l’honneur de la Vierge Marie, mère de Jésus-Christ pour les chrétiens. Accueilli par le président Jacques Chirac à Tarbes, le pape célébrera une messe dimanche 15 août.
  - Commémorations du débarquement de Provence : Deux cérémonies se déroulent au cimetière américain de Draguignan (Var) où reposent 861 militaires ainsi qu’à La Motte (Var), premier village de Provence libéré grâce au parachutage de troupes britanniques.
- Maldives : 185 personnes sont arrêtées à l’issue d’une manifestation hostile au gouvernement de Maumoon Abdul Gayoom au pouvoir depuis 26 ans ; les manifestants exigeaient plus de démocratie.

### Dimanche 15 août 2004
- États-Unis : Après avoir dévasté Cuba et la Floride, où seize morts sont à déplorer et un sillage de destructions (maisons, voitures, arbres, pylônes), le cyclone « Charley » poursuit son chemin, le long de la côte est des États-Unis, après sa transformation en tempête tropicale. Les premières estimations évaluent les dégâts à 15 milliards $US.
- France :
  - Le président Jacques Chirac, en présence de seize chefs d’État et de gouvernement africains, rend hommage dimanche à Toulon au « sacrifice immense des forces de la liberté » qui ont participé il y a 60 ans au débarquement de Provence. Selon la préfecture du Var, quelque deux cent mille personnes assistent depuis les côtes toulonnaises à cette cérémonie.
    - Le président de la République remet des décorations à vingt et un vétérans, essentiellement africains, et la croix de la Légion d'honneur « à la ville d’Alger en tant que capitale de la France combattante », pour son rôle d’hôte du Comité français de libération nationale. Citation sur wikiquote
    - Les commémorations se déroulent principalement dans la rade de Toulon à bord du porte-avions Charles de Gaulle, en présence de plusieurs chefs d’État, dont les présidents de pays d’Afrique, anciennes colonies françaises et dont des habitants s’engagèrent dans les Forces françaises libres pendant la Seconde Guerre mondiale.
    - Cependant, la venue du président algérien Abdelaziz Bouteflika suscite l’opposition de députés français de l’UMP et d’associations françaises d’anciens combattants, lui reprochant de récents propos injurieux contre les harkis lors de sa visite à l’Assemblée nationale.

  - Lourdes : le pape Jean-Paul II célèbre la messe devant plus de 300 000 pèlerins.
- Israël :
  - 1 464 Palestiniens détenus par Israël, sur 3 800 pour raisons de sécurité entament une grève de la faim indéfinie afin de protester contre leurs conditions d’incarcération. Les grévistes de la faim - dont environ 600 condamnés à la prison à vie - menacent de se « transformer en martyrs » en se laissant mourir.
  - Un Palestinien est tué à Jérusalem-est par les tirs d’un garde-frontière israélien qu’il venait de blesser à coups de couteau. Ce décès porte à 4 230 personnes tuées depuis le début de l’Intifada fin septembre 2000, dont 3 232 Palestiniens et 927 Israéliens.
- Liechtenstein : Hans-Adam II, prince régnant du pays, transmet la direction des affaires courantes à son fils Alois de Liechtenstein, nommé « représentant habilité à exercer toutes les fonctions de chef d’État ».
- Venezuela : référendum révocatoire au Venezuela organisé à la demande de l’opposition. Pour ou contre l’éviction du président Hugo Chávez élu en 1998 et réélu en 2000 (pour le changement de constitution). Les sondages donnent 63 % de « non » (soutien au gouvernement Chàvez). L’enjeu de la nationalisation du pétrole est majeur dans ce scrutin, surtout en cette période de hausse du prix de baril qui sert, depuis quelques années, au gouvernement du Venezuela à financer un fonds d’aide sociale.
- Formule 1 : Grand Prix automobile de Hongrie. À l'issue de ce Grand Prix, Ferrari remporte son 14e titre constructeurs.

### Lundi 16 août 2004
- Royaume-Uni : violentes inondations dans le sud-ouest du pays, dans les Cornouailles, faisant d’innombrables dégâts et une dizaine de blessés et un millier de sinistrés. Il est tombé en deux heures l’équivalent pluviométrique d’un mois.
- États-Unis : le président George W. Bush annonce un vaste retrait des troupes américaines d’Europe et d’Asie. Il s’agit du plus important redéploiement de forces américaines stationnées à l’étranger depuis la fin de la guerre froide, et concernerait entre 60 000 et 70 000 militaires américains sur les dix prochaines années. Ces forces seraient redéployés « dans de nouveaux endroits pour qu’elles puissent affronter rapidement de nouvelles menaces inattendues ».
- France : le Premier ministre Jean-Pierre Raffarin a renoncé à inscrire dans le budget 2005 son projet d’amnistie fiscale visant à favoriser le retour des capitaux illégalement expatriés, en déclarant : « Il apparaît clairement que cette action doit être engagée au niveau européen, dans la cohérence. » Ce projet appelé « projet de relocalisation des capitaux expatriés » était inspiré des exemples allemand et italien et avait suscité un véritable tollé à gauche et parfois même à droite.
- Irak : l’Armée islamique en Irak revendique le rapt du consul iranien de Kerbala, Fereydoun Jahani, et menace de le « châtier » si l’Iran ne libère pas 500 prisonniers de la guerre qui a opposé les deux pays entre 1980 et 1988. En pleine période de tension entre les deux voisins, le gouvernement iranien met en garde le gouvernement irakien et « tient le gouvernement intérimaire pour seul responsable ».
  - Selon le porte-parole du gouvernement iranien, Abdollah Ramezanzadeh : « L’Iran ne détenait plus de prisonniers de guerre irakiens […]. Le dossier est fermé, l'Iran l'a dit maintes et maintes fois et cela a été confirmé par les organisations internationales […]. Le seul problème en suspens est celui des portés disparus. » Les deux pays ont échangé au total 97 000 prisonniers entre 1988 et 2003 sous la supervision du Comité international de la Croix-Rouge (CICR).
  - Des officiels irakiens et américains accusent les Iraniens de s’immiscer dans les affaires irakiennes et même d’armer la rébellion des chiites majoritaires. La presse a fait état de multiples arrestations d’Iraniens.
- Saturne : la NASA annonce que la sonde Cassini-Huygens a découvert deux nouveaux satellites naturels de Saturne. Elles ont pour nom provisoire S/2004 S1 et S/2004 S2. (NASA)
- Venezuela : le président Hugo Chávez a remporté le référendum sur son éventuelle révocation, avec 58,25 % des voix, mais l’opposition refuse de valider les résultats « car les votes n’ont pas été correctement vérifiés » et de nombreux incidents ont émaillé cette journée selon elle, ce que démentent les observateurs internationaux, et parle de fraude électorale, mais rien n’est avéré. En tout état de cause, le président Hugo Chávez restera au pouvoir jusqu’à la fin de son mandat. Le cours du pétrole se détend légèrement.
- À Malaga (Espagne), alternative de Pedro Gutiérrez Lorenzo dit « El Capea », matador espagnol.

### Mardi 17 août 2004
- Turquie, Istanbul : violentes inondations dans la ville turque. Deux personnes sont portées disparues.
- La Chine, le Japon et la Corée du Sud ont annoncé une alliance pour le développement du système d’exploitation information libre Linux. « Les utilisateurs au sein des gouvernements ont besoin de sécurité, et les entrepreneurs ont besoin de logiciels peu chers. Linux répond à ces deux besoins », a indiqué Lu Shouqun à Reuters, président de la China Open Source Software Promotion Union. Article Yahoo Libération ZDNet

### Mercredi 18 août 2004
- Médecine : la molécule OZ 277 est présentée dans la revue scientifique Nature. Elle constitue un espoir pour les 600 millions de malades du paludisme dans le monde.
- Irak : des rumeurs contradictoires circulent sur la position de Moqtada al-Sadr quant à l’ultimatum que lui a fixé le gouvernement intérimaire irakien.

### Jeudi 19 août 2004
- États-Unis, P2P : la cour suprême des États-Unis relaxe les éditeurs de logiciels peer-to-peer Grokster et Streamcast qui étaient accusés d’avoir facilité le piratage de musique sur Internet.

### Vendredi 20 août 2004
- Irak : deux journalistes français (Christian Chesnot et Georges Malbrunot) sont enlevés par l’Armée islamique en Irak, au sud de Bagdad.

### Dimanche 22 août 2004
- Norvège, Oslo : vol de deux tableaux d’Edvard Munch : Le Cri et La Madone au musée Munch d’Oslo.

### Mardi 24 août 2004
- Liban : Le président libanais Émile Lahoud (chrétien), dont le mandat expirera le 24 novembre 2004, et n’est en principe pas renouvelable, selon l’article 49 de la Constitution approuvée au moment de l'accord de Taëf (1989) qui ont mis fin à la guerre civile, provoque un véritable tollé en annonçant son éventuelle candidature à la prochaine élection présidentielle. Il est suspecté d’être le candidat favori du voisin syrien, qui dispose encore d’un contingent de 20 000 hommes au Liban. Le député Bassem Sabaa accuse le président de préparer un « crime constitutionnel ».

### Mercredi 25 août 2004
- Informatique : L’association International Open Source Network, financée par les Nations unies, publie sur internet un guide d'utilisation des logiciels libres à l'attention des pays émergents Yahoo Presence-PC.com Guide sur le site de IOSN
- Paris, France : point culminant des commémorations de la libération de Paris en août 1944. Un défilé de véhicules militaires entretenus par des collectionneurs reconstitue l’entrée des troupes françaises et américaines commandées par le général Leclerc.
- Russie : deux avions de deux compagnies différentes et partis de l’aéroport de Moscou-Domodedovo s'écrasent presque simultanément en matinée. Les 90 passagers et membres d’équipage sont tués.
  - Les services de renseignements russes (FSB) annoncent tout d'abord rechercher la cause dans une erreur humaine dans le pilotage ou le carburant employé. L’hypothèse de l’attentat terroriste est divulguée plus tard dans les médias russes en raison du contexte : l’élection présidentielle doit avoir lieu le week-end suivant dans la république fédérée de Tchétchénie. Certains journalistes signalent que l’un des avions avait pour destination Sotchi, ville sur la mer Noire, où le président russe Vladimir Poutine passe ses vacances.
  - L’hypothèse terroriste est confirmée par la présence d’explosifs dans les débris des appareils, la réservation d’un billet au dernier moment par une femme née en Tchétchénie, la non-réclamation par les familles des corps de femmes tchétchènes, et la revendication par un groupe nommé les Brigades d'Islambuli. Ce groupe est lié à Al-Qaïda.
  - Le chef des rebelles indépendantistes tchétchènes, Aslan Maskhadov, nie toute implication de son mouvement dans ces événements.
- Mark Thatcher, le fils de l’ancien Premier ministre britannique, est arrêté en Afrique du Sud. Il est accusé d’avoir financé avec le Libanais Ely Calil une tentative de coup d’État en Guinée équatoriale, pays producteur de pétrole, pour renverser le président Teodoro Obiang Nguema Mbasogo. L’opération aurait été organisée par le MI6.
- Marius Lac est assassiné par Alain Bodchon, qui avait été engagé par Roland Bondonny pour le meurtre de celui-ci.

### Jeudi 26 août 2004
- Chili : La Cour suprême du Chili a levé l’immunité de l’ancien dictateur Augusto Pinochet ; cette immunité découlait de sa fonction de sénateur à vie. Il va pouvoir être jugé au Chili pour les crimes qu’il est accusé d’avoir commis ou commandés pendant qu’il était au pouvoir. Cette levée concerne en particulier son implication dans le opération Condor.
- New York, États-Unis : mort dans la nuit de la chanteuse Laura Branigan à l’âge de 52 ans. Sa mort serait due à une rupture d’anévrisme sans certitude. Elle avait été connue notamment pour son tube Gloria en 1982. Article sur le Nouvel Obs.

### Vendredi 27 août 2004
- Lunatica signe un contrat avec la compagnie Frontiers Records.
- Marie, candidate française à Qui veut gagner des millions ?, remporte 1 000 000 €, marquant ainsi la première fois qu'une personne gagnait une telle somme d'argent dans un jeu télévisé en France.

### Samedi 28 août 2004
- Irak : la chaîne Al-Jazira a diffusé une vidéo prouvant que les deux journalistes français disparus en Irak sont vivants et retenus en otages par un groupe nommé l’Armée islamique en Irak. Ce groupe menace de tuer les deux otages si dans les 48 heures, le gouvernement français n’abolit pas la loi interdisant les signes religieux ostensibles dans les écoles.
  - Les deux journalistes français enlevés le 20 août sont Georges Malbrunot des journaux Figaro et Ouest-France, et Christian Chesnot de la radio publique RFI.
  - L’Armée islamique en Irak a revendiqué l’assassinat trois jours plus tôt d’un journaliste italien, Enzo Baldoni, enlevé le 19 août.
  - La loi sur l’interdiction des signes religieux dans les écoles vise pour ses concepteurs à renforcer le principe de laïcité dans les établissements scolaires français. Elle doit entrer en vigueur au moment de la rentrée des classes, le jeudi 2 septembre 2004.
  - Dimanche 29 août, plusieurs ministres du gouvernement français se sont réunis en urgence. Le ministre des Affaires étrangères, Michel Barnier a entamé le lendemain une tournée de pays du Proche-Orient pour obtenir le soutien public de leurs gouvernements, pendant que son secrétaire général se rendait à Bagdad.
- Monde, informatique : Première journée internationale de la liberté logicielle, soutenue par la FSF et l’OSI, relayée par l’IOSN (affilié au Programme des Nations unies pour le développement).

### Dimanche 29 août 2004
- Afghanistan, attentat à la voiture piégée, à Kaboul, faisant au moins 12 morts et une trentaine de blessés. Les Talibans visaient l’entreprise de sécurité américaine Dyncorps, qui s’occupe de la protection du président afghan Hamid Karzai.
- Jeux olympiques d'été de 2004, Athènes, Grèce : cérémonie de clôture des Jeux olympiques. Les prochains jeux auront lieu en 2006 à Turin (Italie) (jeux d’hiver) et puis en 2008 à Pékin (Chine) (jeux d’été).
  - Site du comité d'organisation italien (en français)
  - Site du comité d'organisation chinois (en français)
- Formule 1 : En terminant second derrière le finlandais Kimi Räikkönen du Grand Prix de Belgique disputé à Spa-Francorchamps, l’allemand Michael Schumacher obtient un septième titre de champion du monde de Formule 1.
- Tchétchénie, Russie : élection présidentielle dans cette république de la fédération de Russie. Les électeurs doivent élire le successeur d’Akhmad Kadyrov, mort dans un attentat à la bombe en mai 2004.
  - L’élection a lieu dans un pays toujours marqué par le conflit opposant les indépendantistes tchétchènes au pouvoir fédéral. Par exemple, le 21 août, une trentaine de supposés membres de la milice tchétchène recrutée par Moscou ont été tués à un faux barrage de contrôle par des hommes en treillis. Les militaires russes installés à 200 mètres de là n’ont pas réagi aux coups de feu.
  - Le vainqueur de l’élection est le policier Alou Alkhanov et a la faveur du président russe Vladimir Poutine.
- Wikipédia : ce dimanche, l’encyclopédie franchit le cap des 50 000 articles !

### Lundi 30 août 2004
- New York, États-Unis : ouverture de la convention du parti républicain pour désigner leur candidat à l’élection présidentielle de novembre 2004. Elle a lieu au Madison Square Garden.
  - Le président sortant George W. Bush devrait être désigné, avec pour colisitier le vice-président Dick Cheney. Les électeurs devront choisir entre ce ticket républicain, le ticket démocrate (John Kerry et John Edwards), et le ticket indépendant de Ralph Nader et Peter Miguel Camejo.
  - Les opposants au président Bush ont entamé depuis le début du mois d’août des manifestations de protestation contre sa politique.
- L’édition 2004 de la coupe du monde de hockey sur glace commence aujourd’hui jusqu’au 14 septembre 2004.

### Mardi 31 août 2004
- Liban : Après l’intrusion de Damas dans le choix du futur Président libanais, la France et les États-Unis appellent le Conseil de sécurité de l’ONU à voter une résolution pour inciter la Syrie à rendre sa souveraineté au Liban, qu’elle dirige « comme un fief de la famille Assad depuis vingt-huit ans », rappelle le Wall Street Journal.

### Décès
Pour un article plus général, voir Décès en 2004.